# Christifideles Laici (asociación)
La Asociación Privada de Fieles Christifideles Laici (Movimiento para la Nueva Evangelización) pertenece a la Iglesia católica. Erigida en Barcelona el 1 de septiembre de 1996.
El carisma del Movimiento se basa en anunciar el Evangelio y atraer a los hombres y mujeres hacia Cristo. Las directrices de acción están inspiradas, en la Exhortación Apostólica Christifideles Laici de Juan Pablo II, de la que recibe el nombre.
Tiene su Sede Central en la archidiócesis de Barcelona. Así mismo, tiene constituidas Secciones en la diócesis de Asidonia-Jerez (Jerez de la Frontera) y en la diócesis Argentina de Zárate-Campana. Cuenta, igualmente, con Comunidades en Cerdanyola (Barcelona), Tarragona, Madrid, y en otros lugares de Argentina (especialmente en Añatuya, donde el número de miembros es importante). 

## Comienzos
Se remonta al año 1963, cuando el padre Ginés Fernández del Águila, religioso Misionero del Sagrado Corazón, los Cursillos de Cristiandad para Jóvenes de Barcelona, en un principio únicamente dirigidos a varones, como respuesta a las dificultades para asistir los jóvenes a los Cursillos del movimiento diocesano de Cursillos de Cristiandad que prefería atender primero a los adultos.
Estos Cursillos, iniciados en Mallorca en 1942 como cursos de preparación para la peregrinación de jóvenes a Santiago de Compostela de 1948 en el seno de la Acción Católica de Mallorca, tuvieron como protagonistas destacados al presbítero Sebastián Gayá y al laico Eduardo Bonnín, y con la bendición del obispo de la diócesis en 1949, don Juan Hervás, se iniciaron en una nueva modalidad como método de evangelización, orientada a lo que hoy llamamos el primer anuncio. Demostrada su gran eficacia entre los jóvenes, encontraron amplísima aceptación por parte de los Obispos y se extendieron rápidamente por toda la Iglesia.

## Nueva Asociación de Fieles
El P. Ginés logró reunir un nutrido grupo de jóvenes, hombres y mujeres, ampliamente comprometidos del que surgieron numerosas vocaciones a la vida sacerdotal, religiosa y al matrimonio, formanda familias católicas ejemplares.
Heredando este legado del P. Ginés y actuando como respuesta a la urgente demanda de la Iglesia para lograr una ansiada Nueva Evangelización, actualmente hemos de hablar, ya no de Movimiento de Cursillos de Cristiandad, sino de Asociación Privada de Fieles CHRISTIFIDELES LAICI (Movimiento para la Nueva evangelización):
"POR EL PRESENTE, a tenor de los cánones 299, 301 y 322 del Código del Derecho Canónico, erigimos la asociación CHRISTIFIDELES LAICI Movimiento para la nueva evangelización, aprobamos sus estatutos y le concedemos personalidad jurídica privada"
Documento firmado por +Ricard M. Card. Carles - Arquebisbe de Barcelona - 1 de septiembre de 1996
El 11 de marzo de 1997 y en virtud de los mencionados estatutos, se elige al padre Francisco Navarro Bustamante como Consiliario de esta Asociación:
"PEL PRESENT, a tenor dels articles 24 y 28 dels estatuts de l'associació privada de fidels CHRISTIFIDELES LAICI Movimiento para la nueva evangelización, confirmen en el carrec de Consiliari general del Moviment per a un periode de 4 anys, el P. Francisco NAVARRO BUSTAMANTE"
Documento firmado por +Ricard M. Card. Carles - Arquebisbe de Barcelona

## Estatutos
Según los Estatutos de esta Asociación Privada de Fieles, el Consiliario General y los diversos consiliarios del Movimiento serán nombrados por el Secretariado, ratificados por la Asamblea General y "confirmados" por el obispo diocesano.
Evidentemente, de los mencionados Estatutos, se desprende que el órgano supremo de gobierno de la Asociación Privada de Fieles CHRISTIFIDELES LAICI es la Asamblea General, formada por compromisarios de las distintas Secciones de la Asociación (Barcelona, Jerez de la Frontera y Argentina). Tal Asamblea aprueba, en su caso, las propuestas del Secretariado General. 
El Secretariado General está formado por el presidente de la Asociación, Vicepresidente, Secretario, Tesorero y los Presidentes de cada una de las Secciones. El padre Consiliario General puede y es deseable que esté presente en todas las reuniones del Secretario General. Tendrá voz, pero no voto. Además, tendrá derecho de veto en todo lo concerniente al cuidado y asesoramiento espiritual de las almas. El Consiliario General se debe nombrar cada dos años. 
Según sus Estatutos, la Asociación CHRISTIFIDELES LAICI se propone la evangelización y santificación de los hombres a través de la formación cristiana de las conciencias.
Los pilares de la perseverancia de sus miembros son dos: el Grupo de Perseverancia y el Encuentro. El primero es una reunión reducida de miembros (hombres o mujeres) que revisan semanalmente su Plan de Vida (Piedad, Estudio y Acción) y se exhortan mutuamente con el objetivo de ser más santos cada día. El Encuentro es la Reunión semanal de todos los miembros que, a través de su testimonio de vida cristiana, se estimulan mutuamente en el seguimiento de Cristo.
En todos los Encuentros está presente el Consiliario que, como ministro de Cristo, modera, orienta, anima y potencia los testimonios escuchados. Además, también matiza o corrige las palabras de los miembros de la Asociación que intervienen en el Encuentro. De esta forma, la presencia del Consiliario en el Encuentro se hace imprescindible. Arropados y seguros de permanecer en el camino que marca la Iglesia Universal.
Además del Encuentro y el Grupo de Perseverancia, cada año sus miembros asisten a Ejercicios Espirituales que los dirige el mismo Consiliario u otro sacerdote que él mismo designa.
También se hace semanalmente e ininterrumpidamente turnos de dos horas de Adoración Nocturna al Santísimo (desde el viernes por la tarde hasta el domingo por la mañana).
Existe, también, una pastoral familiar que día a día toma más cuerpo y se hace más eficaz.
Finalmente, la “puerta” de entrada a la Comunidad es a través de un Cursillo de Evangelización. Las personas que a él acuden son el fruto del apostolado realizado por sus miembros. El Secretariado General, con el beneplácito del Consiliario, nombra un rector que a su vez elige a un grupo de miembros para llevar a cabo la realización del mismo. El rector del cursillo está constantemente en comunicación con el sacerdote asistente -normalmente el propio Consiliario- del cual recibe directrices y consejos. El rector y su equipo imparten temas de índole seglar. El sacerdote imparte temas sacerdotales. Por otra parte, en todo momento existe una relación cordial entre el equipo de “veteranos” y los que serán nuevos miembros del Movimiento. Tal relación tiene como objetivo hacer más fácil y comprensible el “aluvión” de ideas, sensaciones y vivencias –tanto humanas como espirituales- que en un Cursillo de Evangelización se reciben.
Los frutos de esta forma de vivir el espíritu del Evangelio no se hacen esperar. De Christifideles Laici han salido Obispos, gran número de sacerdotes, religiosos, religiosas y personas consagradas. Padres y madres de familia y jóvenes solteros, tanto hombres como mujeres, que se esfuerzan en vivir el Evangelio de Nuestro Señor Jesucristo. Y que perseveran en el este mundo gracias al testimonio y la vivencia de todos, a través de la gracia divina que se derrama por este medio. La presencia del Espíritu Santo en un Encuentro, Ejercicios Espirituales, Adoración al Santísimo, el propio Cursillo de Evangelización y cualquier acto que lleva a cabo la Asociación Christifideles Laici, es indiscutible y en ocasiones casi palpable. Es así que se obtienen los frutos antes mencionados.